# Mahankal (Sindhulpalchok)
Pour les articles homonymes, voir Mahankal.
Mahankal est un comité de développement villageois du Népal situé dans le district de Sindhulpalchok. Au recensement de 2011, il comptait 4 843 habitants.